# Cueva del Hierro
Cueva del Hierro é um município da Espanha, na província de Cuenca, comunidade autônoma de Castela-Mancha. Tem 28,20 km² de área e em 2021 tinha 35 habitantes (densidade: 1,2 hab./km²). Limita com os municípios de Beteta, Masegosa e Poveda de la Sierra.